# Jonquières (Hérault)
Jonquières is een gemeente in het Franse departement Hérault (regio Occitanie) en telt 361 inwoners (2005). De plaats maakt deel uit van het arrondissement Lodève.

## Geografie
De oppervlakte van Jonquières bedraagt 2,0 km², de bevolkingsdichtheid is 180,5 inwoners per km².
De onderstaande kaart toont de ligging van Jonquières (Hérault) met de belangrijkste infrastructuur en aangrenzende gemeenten.

## Demografie
Onderstaande figuur toont het verloop van het inwonertal (bron: INSEE tellingen).